# کنفرانس جهانی صلیب سرخ و هلال احمر
کنفرانس جهانی صلیب سرخ و هلال احمر یکی از مهمترین نشست‌های بشردوستانه در سطح جهانی است. «کنفرانس جهانی» در واقع شورای عالی نهضت جهانی صلیب سرخ و هلال احمر محسوب می‌شود. 
در این کنفرانس، که معمولاً با دوره چهارساله برپا می‌شود، « تیم نماینده دولت‌های » عضو در کنوانسیون‌های ژنو
و اعضای نهضت جهانی صلیب سرخ و هلال احمر گردهم می‌آیند و در موضوعات «بشردوستانه» و مشترک، گفتگو و تصمیم گیری می‌کنند.
مطابق قوانین و دستورالعمل‌های «نهضت»: 
۱-اعضای «کنفرانس جهانی» (بر اساس بند ۹ قوانین مربوطه)عبارتند از: 
- ۱۸۶ جمعیت بومی و رسمی صلیب سرخ و هلال احمر.
- سازمان جهانی صلیب سرخ
- فدراسیون جهانی جمعیت‌های صلیب سرخ و هلال احمر
- ۱۹۴ « تیم نمایندگان دولت‌های » عضو کنوانسیون ژنو

۲- ناظران و دیده بان‌ها که توسط کمیسیون‌های مربوطه جهت شرکت در کنفرانس دعوت می‌گردند. 
کنفرانس جهانی از سال 2006 حرکت جدیدی با عنوان صلیب سرخ، هلال احمر، کریستال سرخ آغاز نمود تا مشارکت و همراهی کشورهای بیشتری را جلب نماید.